# Richard Kilty
Richard Kilty (Stockton-on-Tees, 2 september 1989) is een atleet uit Groot-Brittannië, die gespecialiseerd is in de sprint. Hij behaalde in deze discipline zowel individuele successen als in estafetteverband. Hij nam driemaal deel aan de Olympische Spelen en hield daar eenmaal een bronzen medaille aan over.

## Biografie
Kilty behaalde op de wereldindoorkampioenschappen van 2014 goud met een persoonlijk record: 6,49 s. Datzelfde jaar werd hij Europees kampioen op de 4 × 100 m samen met James Ellington, Harry Aikines-Aryeetey en Adam Gemili. Op de Europese kampioenschappen in 2015 veroverde hij de titel op de 60 m in 6,51, welke hij twee jaar later in Belgrado met succes prolongeerde.
Op de Olympische Spelen van 2016 in Rio de Janeiro maakte Richard Kitty deel uit van het Britse team op de 4 × 100 m estafette. In de beproefde samenstelling met Harry Aikines-Aryeetey, James Ellington en Adam Gemili snelde hij daar naar een vijfde plaats in 37,98 s, 0,71 seconden achter winnaar Jamaica.

## Titels
- Europees kampioen 4 × 100 m - 2014
- Gemenebestkampioen 4 × 100 m - 2018
- Wereldindoorkampioen 60 m - 2014
- Europees indoorkampioen 60 m - 2015, 2017

## Persoonlijke records
Outdoor
| Onderdeel | Prestatie          | Datum        | Plaats            |
| --------- | ------------------ | ------------ | ----------------- |
| 100 m     | 10,01 s (+1,9 m/s) | 16 juli 2016 | Hexham            |
| 200 m     | 20,34 s (-0,1 m/s) | 7 juli 2013  | La Chaux-de-Fonds |
| 400 m     | 48,58 s            | 18 mei 2013  | Letterkenny       |

Indoor
| Onderdeel | Prestatie | Datum           | Plaats     |
| --------- | --------- | --------------- | ---------- |
| 60 m      | 6,49 s    | 8 maart 2014    | Sopot      |
| 200 m     | 21,41 s   | 17 januari 2010 | Sheffield  |
| 400 m     | 49,74 s   | 29 januari 2011 | Lee Valley |

## Palmares

### 60 m
- 2014:  Britse indoorkamp. - 6,53 s
- 2014:  WK indoor - 6,49 s
- 2015:  EK indoor - 6,51 s
- 2017:  EK indoor - 6,54 s
- 2019: 4e EK indoor - 6,66 s

### 200 m
- 2013:  Britse kamp. - 20,50 s (+2,4 m/s)

### 4 × 100 m
- 2007:  EK U20 in Hengelo - 40,41 s
- 2008: 5e WK U20 - 39,89 s
- 2011:  EK U23 in Ostrava - 39,10 s
- 2014:  Gemenebestspelen - 38,02 s
- 2014:  EK - 37,93 s
- 2016: 5e OS - 37,98 s
- 2018:  Gemenebestspelen - 38,13 s
- 2019:  WK - 37,36 s (ER)
- 2024:  OS - 37,61 s

Diamond League-overwinningen
- 2014:  Glasgow Grand Prix - 38,39 s
- 2015:  Aviva Birmingham Grand Prix - 38,32 s
- 2019:  Müller Anniversary Games - 37,60 s
- 2021:  Müller British Grand Prix - 38,27 s